# Ицукусима
Ицукусима (яп. 厳島) — остров Внутреннего Японского моря, является частью города Хацукаити в префектуре Хиросима. Известен также как остров Миядзима (яп. 宮島) — остров Храма. На острове находился город Миядзима до его поглощения городом Хацукаити в 2005 году.

## География
Остров гористый, площадью 30,39 км², с населёнными пунктами сельского типа и с населением около 2000 человек. На нём нет городов, только небольшие посёлки с простыми домами и частными магазинчиками. Островитяне очень заботятся о сохранении лесов и природы. Японцы часто ездят на пароме из остальной Японии на остров, чтобы помолиться в святилище Миядзимы и насладиться красотой его лесов.
Высшей точкой острова является гора Мисэн высотой 535 метров. Фуникулёры Миядзимы за получасовую экскурсию довезут посетителей на вершину этой горы. Здесь у вершины есть несколько мест связанных с историческим буддистским священником Кобо Дайси. На острове также находится природный ботанический сад Миядзимы.
Остров Ицукусима гористый и малозаселённый. На нём имеются начальная и средняя школы. На дорогах острова нет дорожных знаков.
Природа Миядзимы великолепна круглый год. Весной здесь цветут вишни, летом остров покрыт яркой зеленью, а осенью клёны Миядзимы, известные на всю Японию, окрашивают остров в тёмно-красный цвет. Момидзи-мандзю, пирожки с изображением кленового листа, наполненные пастой адзуки или сладким кремом, являются популярным сувениром. Так как остров считается священным, деревья здесь не вырубаются. Свободно бродят по острову олени и обезьяны. Олени являются священными животными в синтоизме, потому что они считаются посланниками богов.

## История

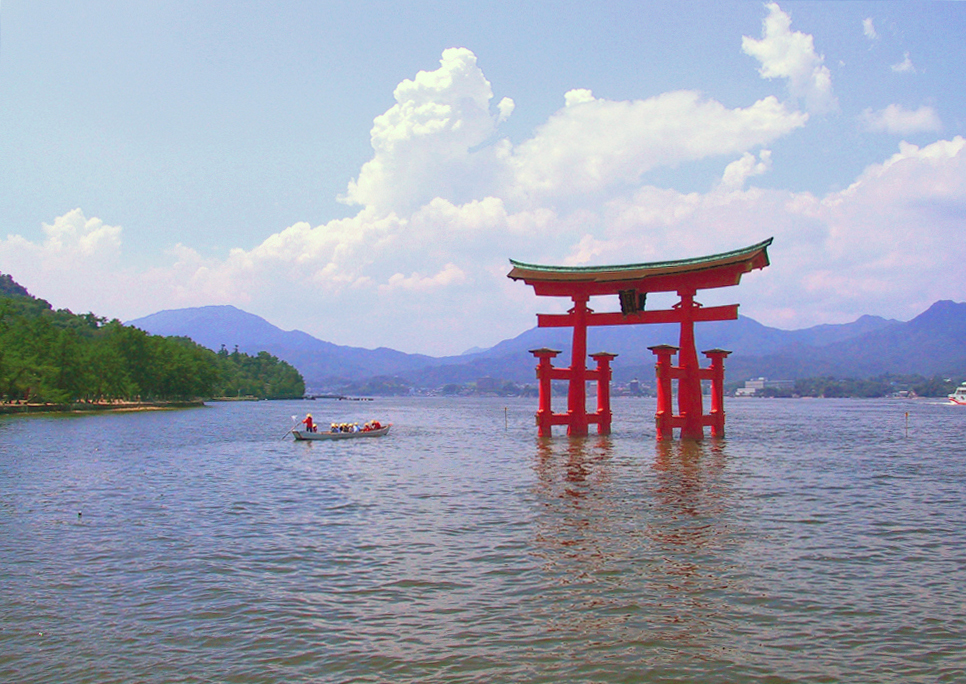
Плывущие над водой тории Ицукусимского святилища.

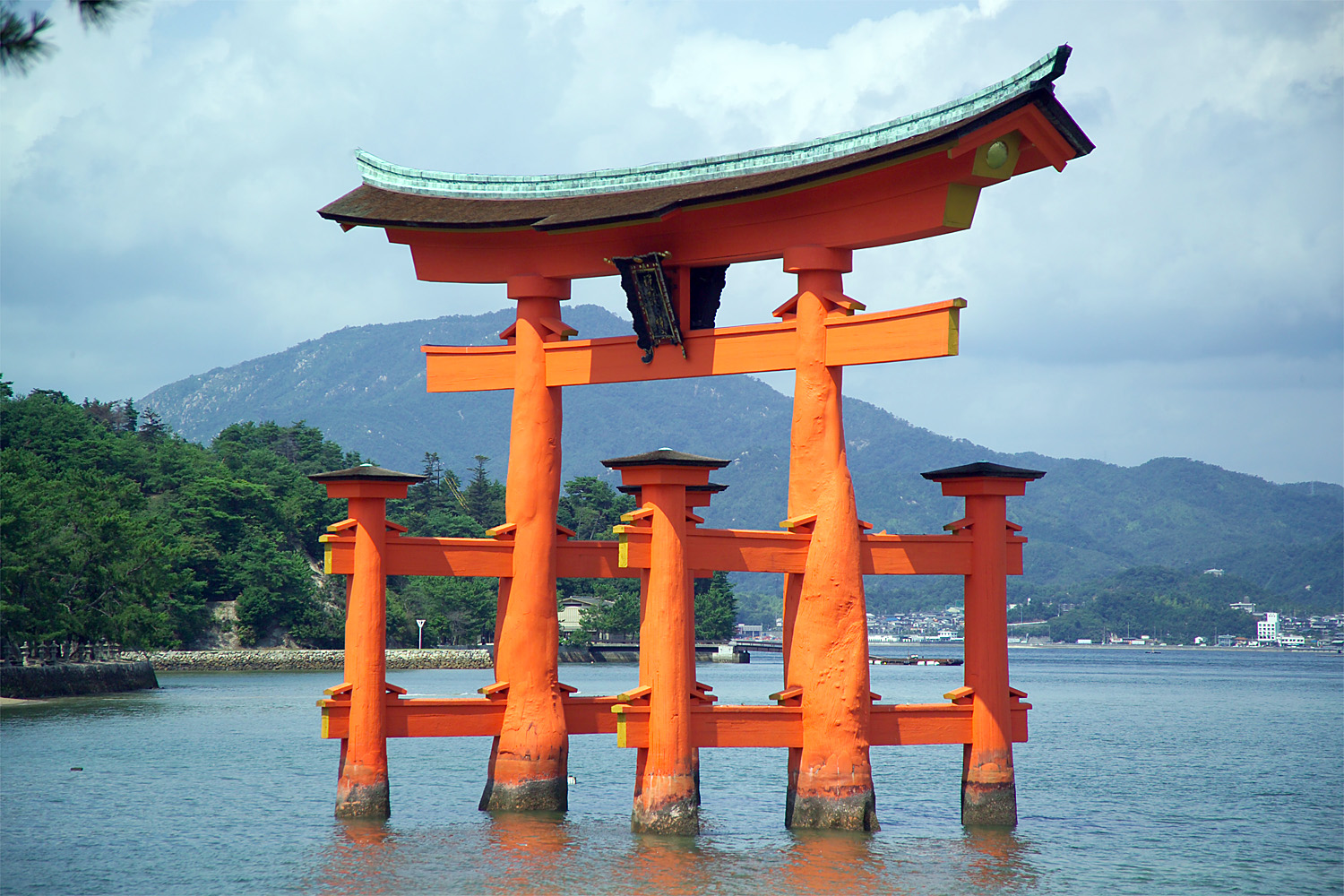
Эти тории у святилища Ицукусимы приветствуют посетителей острова.

На острове находится множество храмов и святилищ. Ицукусима известна своим синтоистским святилищем Ицукусима, включённым в список всемирного наследия ЮНЕСКО. Согласно записям, святилище было основано во время правления императрицы Суйко в VI в. н. э. Оно несколько раз перестраивалось, а позднее, японский полководец Тайра Киёмори придал святилищу его окончательный вид. В 1555 году здесь Мори Мотонари победил Суэ Харуката в битве при Миядзиме. Тоётоми Хидэёси построил на холме севернее святилища огромное строение — Сэндзёкаку — «зал тысячи татами». Сам остров считается у японцев настолько священным, что на него в течение столетий не ступала нога простолюдина. И до сих пор здесь не допускаются захоронения ни людей, ни животных.
Остров Ицукусима, включая море вокруг него (часть Внутреннего Японского моря), является частью национального парка Сэто-Найкай. В этом море наблюдаются сильные приливы. Во время отлива дно моря обнажается до ритуальных врат святилища — торий, которые во время прилива находятся прямо в море. Эти тории являются неофициальным символом Японии. Ныне существующие ворота высотой 16 метров были построены из камфорного дерева в 1875 году. Во время прилива море затапливает сушу до самого Святилища. Неподалёку от главного храма находится старинная сцена для представлений в жанре но.

## Транспорт
К острову часто ходят паромы компании JR West (JR Miyajima ferry) и туристические корабли Miyajima MATSUDAI KISEN. Путешествие занимает около десяти минут. Есть и ежечасный скоростной пассажирский паром до порта Хиросимы.

## Культура
Деревянная ложка для риса — сямодзи, которая не влияет на вкус риса, была изобретена монахом, который жил на этом острове. Эта ложка сямодзи также является популярным сувениром, и в местах продажи можно найти образцы огромного размера.

## Галерея

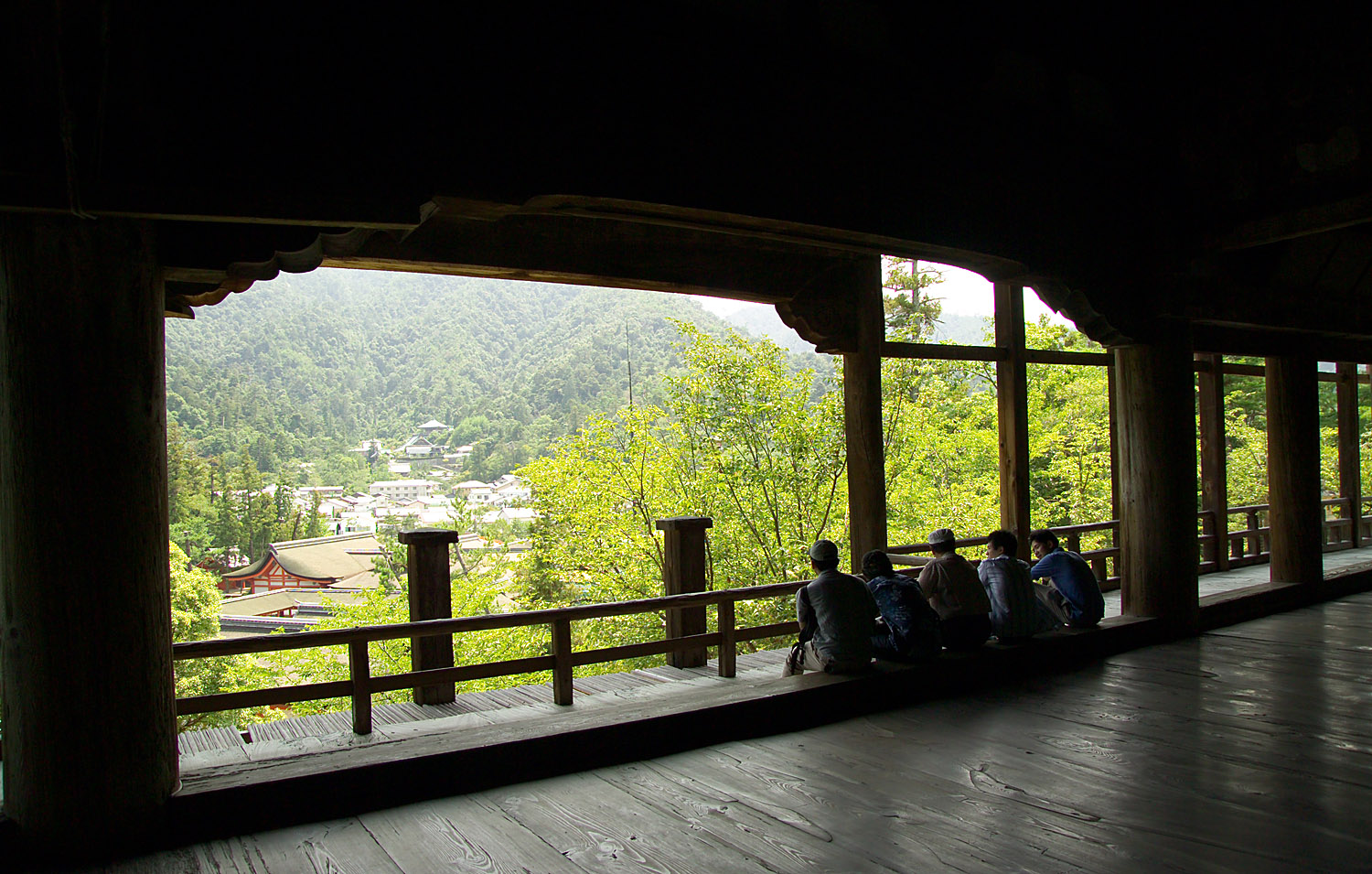
Вид из Сэндзёкаку Тоётоми Хидэёси на святилище Ицукусимы Тайра-но Киёмори
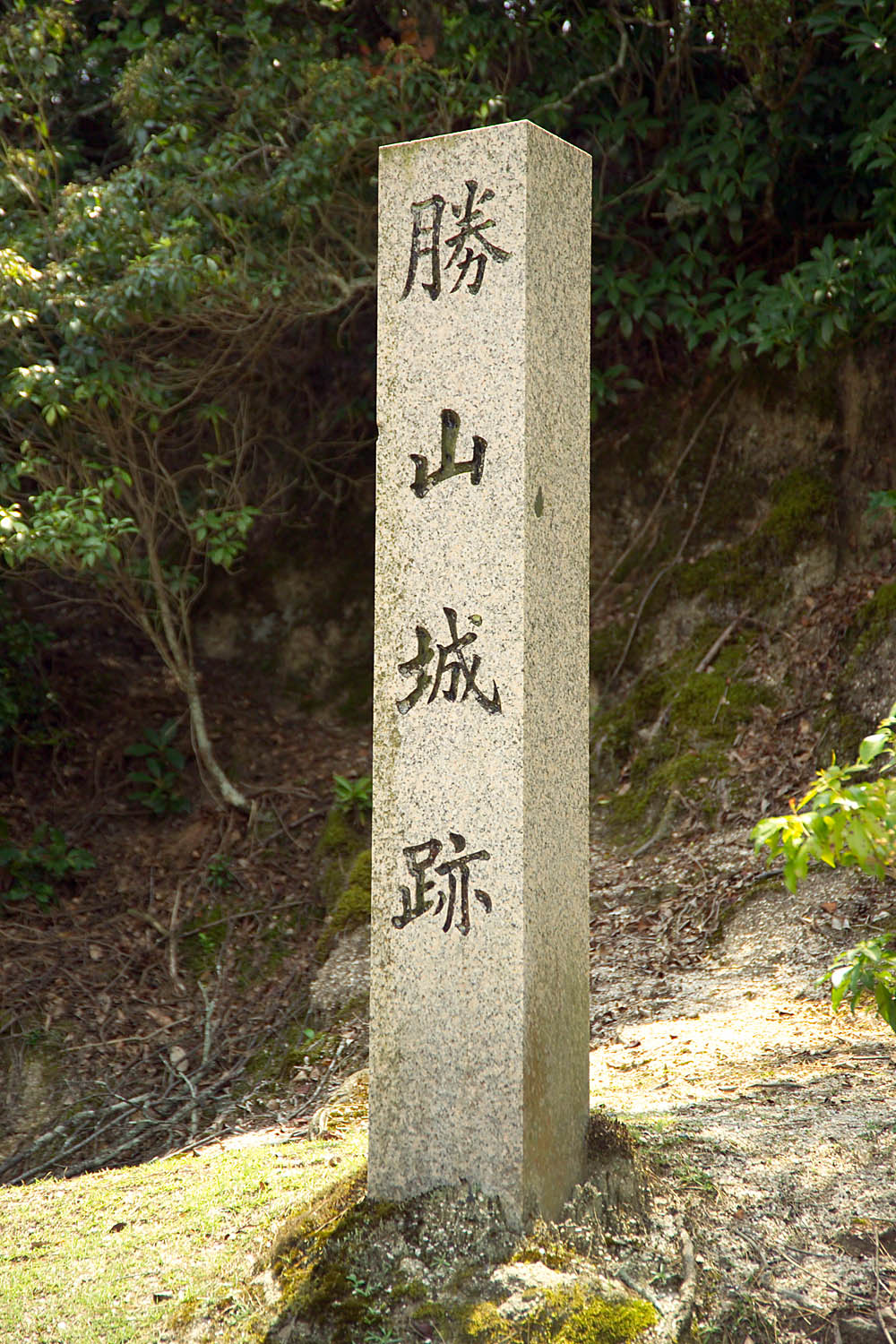
На этом месте находился замок Кацуяма
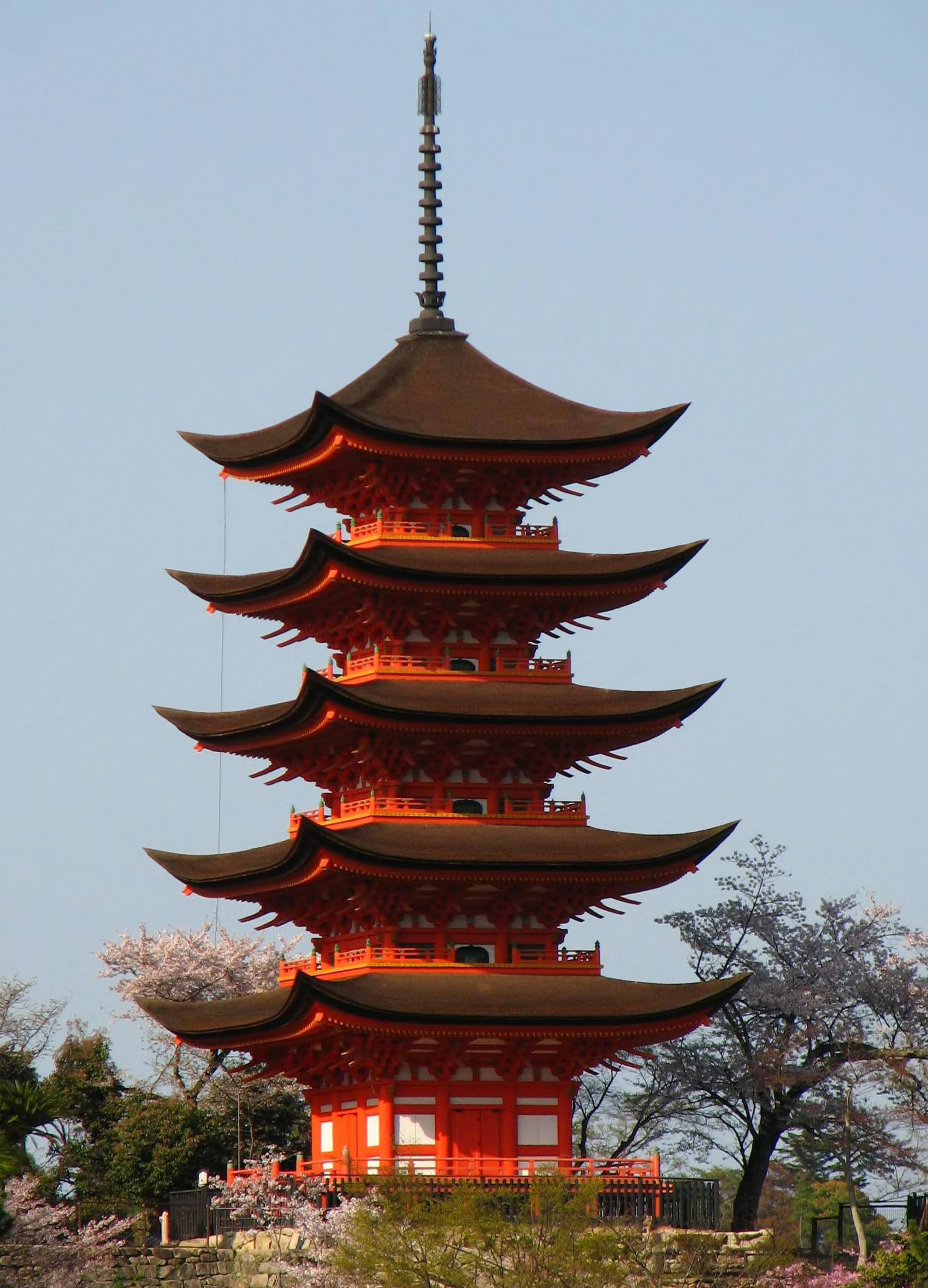
Пагода Годзю-но то из храма Сэндзёкаку
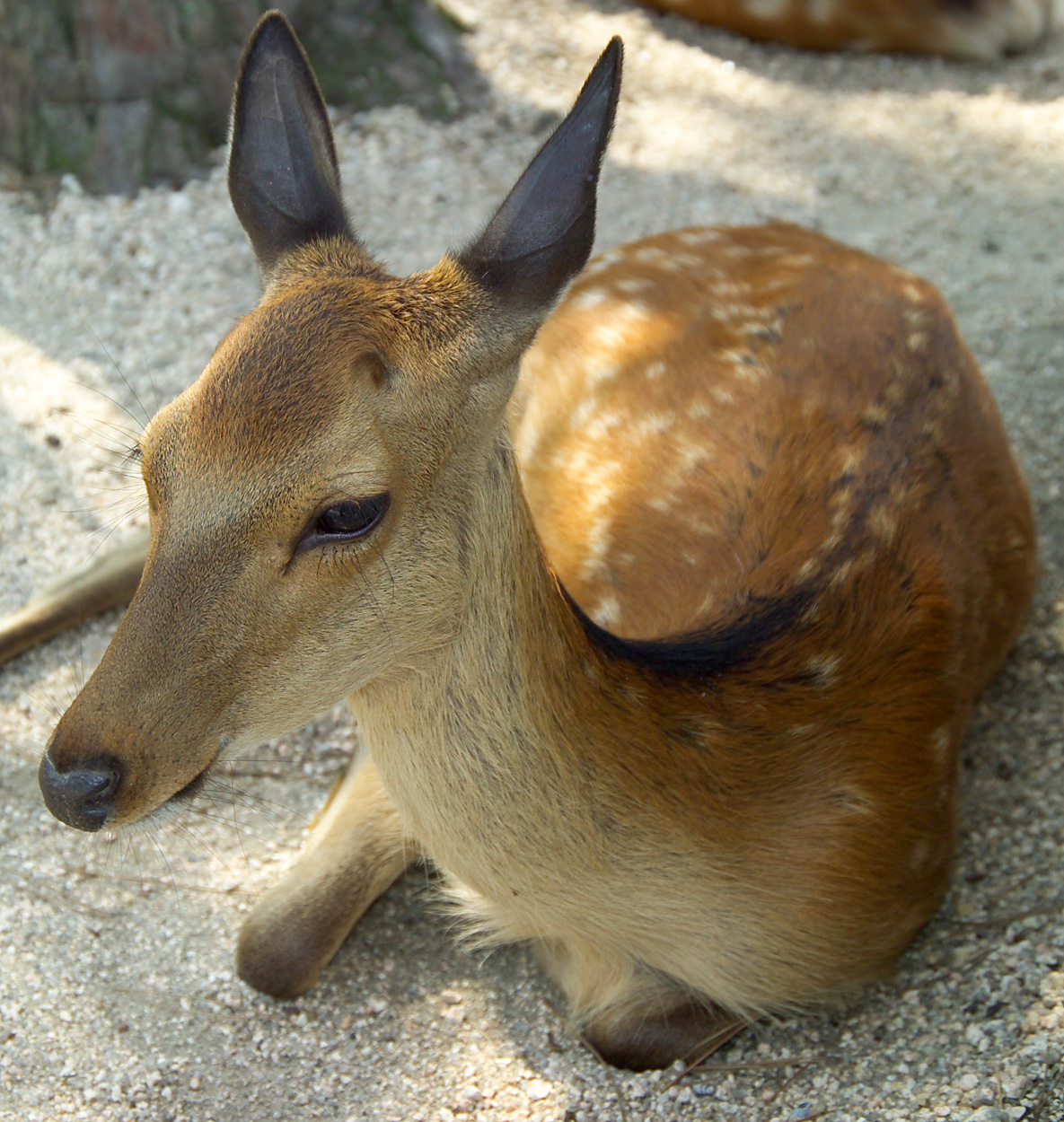
Пятнистый олень